# Салле (коммуна)
Салле (итал. Salle) — коммуна в Италии, расположена в области Абруццо, подчиняется административному центру Пескара.
Население составляет 312 человек (на 2001 г.), плотность населения составляет 15 чел./км². Занимает площадь 21 км². Почтовый индекс — 65020. Телефонный код — 085.
Покровителем населённого пункта считается Beato Roberto. Праздник ежегодно празднуется 18 июля.

## История
Деревня была построена в 9 веке в то же время, что и Караманико Терме. Старая часть города, известная как Саль Веккья, пострадала от землетрясения в 1915 году, а затем от оползня в 1933 году. Нынешний город находится неподалёку, а большая часть старого города все ещё заброшена. Салле упоминается в Казаурийской хронике к концу 10 века и в 1191 году был включен в число 72 замков, контролируемых монастырем Сан-Клементе-а-Казаурия.